# John McEnroe
John Patrick McEnroe mlajši, ameriški tenisač, * 16. februar 1959, Wiesbaden, Zahodna Nemčija.
McEnroe je nekdanja številka 1 lestvice ATP in zmagovalec sedmih posamičnih turnirjev za Grand Slam, od tega je trikrat osvojil na Odprto prvenstvo Anglije in štirikrat Odprto prvenstvo ZDA. Na Odprtem prvenstvu Avstralije se je najvišje uvrstil v četrtfinale, na Odprtem prvenstvu Francije pa v polfinale. Ob tem je dosegel še deset zmag na turnirjih za Grand Slam v dvojicah, devet v moških in eno v mešanih dvojicah. Osvojil je tudi rekordnih osem zaključnih turnirjev sezone, pet tipa WCT in tri Masterse od dvanajstih odigranih, s čimer si deli rekord z Ivanom Lendlom. Dobil je tudi 19 turnirjev prvenstvene serije, predhodnice serije Masters 1000.
Najbolj poznan je po izdelanih udarcih in igri pri mreži, rivalstvu z Björnom Borgom, Jimmyjem Connorsom in Ivanom Lendlom ter spornem obnašanju na igrišču, zaradi česar je pogosto zašel v težave s teniškimi sodniki in funkcionarji. Leta 1999 je bil sprejet v Mednarodni teniški hram slavnih in velja za enega najboljših tenisačev vseh časov. Po končani karieri je deloval tudi kot strokovni sokomentator pri teniških prenosih na več ameriških televizijah in na BBC.

## Finali Grand Slamov (11)

### Zmage (7)
| Leto | Turnir                       | Nasprotnik v finalu | Rezultat finala               |
| 1979 | Odprto prvenstvo ZDA         | Vitas Gerulaitis    | 7–5, 6–3, 6–3                 |
| 1980 | Odprto prvenstvo ZDA (2)     | Björn Borg          | 7–6(4), 6–1, 6–7(5), 5–7, 6–4 |
| 1981 | Odprto prvenstvo Anglije     | Björn Borg          | 4–6, 7–6(1), 7–6(4), 6–4      |
| 1981 | Odprto prvenstvo ZDA (3)     | Björn Borg          | 4–6, 6–2, 6–4, 6–3            |
| 1983 | Odprto prvenstvo Anglije (2) | Chris Lewis         | 6–2, 6–2, 6–2                 |
| 1984 | Odprto prvenstvo Anglije (3) | Jimmy Connors       | 6–1, 6–1, 6–2                 |
| 1984 | Odprto prvenstvo ZDA (4)     | Ivan Lendl          | 6–3, 6–4, 6–1                 |

### Porazi (4)
| Leto | Turnir                       | Nasprotnik v finalu | Rezultat finala               |
| 1980 | Odprto prvenstvo Anglije     | Björn Borg          | 1–6, 7–5, 6–3, 6–7(16), 8–6   |
| 1982 | Odprto prvenstvo Anglije (2) | Jimmy Connors       | 3–6, 6–3, 6–7(2), 7–6(5), 6–4 |
| 1984 | Odprto prvenstvo Francije    | Ivan Lendl          | 3–6, 2–6, 6–4, 7–5, 7–5       |
| 1985 | Odprto prvenstvo ZDA         | Ivan Lendl          | 7–6(1), 6–3, 6–4              |